# Strabomantidae
Strabomantidae var tidigare en familj av groddjur i ordningen stjärtlösa groddjur (Anura). Tillhörande underfamiljer och släkten infogades 2008 av Hedges, Duellman och Heinicke i familjen Craugastoridae.
Olika databaser som Catalogue of Life eller Amphibiaweb är inte än uppdaterad enligt den nya taxonomin.